# Jerijaure
Jerijaure är en sjö i Sorsele kommun i Lappland och ingår i Umeälvens huvudavrinningsområde. Sjön har en area på 0,352 kvadratkilometer och ligger 379,1 meter över havet. Sjön avvattnas av vattendraget Jeribäcken (Ruttjebäcken).

## Delavrinningsområde
Jerijaure ingår i det delavrinningsområde (729513-156260) som SMHI kallar för Mynnar i Storvindeln. Medelhöjden är 416 meter över havet och ytan är 20,26 kvadratkilometer. Räknas de 5 avrinningsområdena uppströms in blir den ackumulerade arean 53,66 kvadratkilometer. Jeribäcken (Ruttjebäcken) som avvattnar avrinningsområdet har biflödesordning 3, vilket innebär att vattnet flödar genom totalt 3 vattendrag innan det når havet efter 353 kilometer. Avrinningsområdet består mestadels av skog (94 procent). Avrinningsområdet har 0,35 kvadratkilometer vattenytor vilket ger det en sjöprocent på 1,7 procent.